# 모하메드 바줌
모하메드 바줌(아랍어: محمد بازوم, 프랑스어: Mohamed Bazoum, 1960년 1월 1일 ~ )은 제10대 니제르의 대통령을 지낸 니제르의 정치인이다. 그는 2021년부터 2023년까지 재임했다.
대통령이 되기 전에, 그는 니제르 민주사회주의당(PNDS)의 당수를 지냈다. 1995년부터 1996년까지 외무부 장관을 지냈으며, 2011년부터 2015년까지 외무부 장관을 역임했다. 2015년부터 2016년까지 대통령직을 수행했으며, 2016년부터 2020년 여름까지 내무부 장관을 지냈다. 바줌은 대통령 선거 2차 투표에서 마하만 우스만 전 대통령을 상대로 55.67%의 득표율로 승리했다. 바줌은 수니파 이슬람교도이며 니제르 최초의 디파 아랍 대통령이다.

## 정치 경력
바줌은 1991년부터 1993년까지 아마두 치푸 총리의 과도정부에서 외교협력부 장관 밑에서 협력 국무장관을 지냈다. 그는 1993년 4월 11일에 열린 특별 선거에서 테스커 특별 선거구에서 PNDS 후보로 국회의원으로 선출되었다.
민주사회회의(MNSD)과 PNDS의 야당 연합에 의해 승리한 1995년 1월 의회 선거 이후, 바줌은 1995년 2월 25일에 임명된 하마 아마두 총리의 정부에서 외교 협력 장관이 되었다. 그는 1996년 1월 27일 이브라힘 바레 마이나사라가 군사 쿠데타로 권력을 장악한 후 처음에 그 자리에 다시 임명되었지만, 1996년 5월 5일 정부로 교체되었다. PNDS는 마이나사라를 반대했고, 1996년 7월 26일, 바줌은 1996년 대통령 선거 몇 주 후에 마하마두 이수푸 PNDS 대통령과 함께 가택 연금되었다. 그와 이수푸는 1996년 8월 12일 판사의 명령으로 석방되었다.
바줌은 1998년 1월 초 마이나사라 암살 음모에 가담한 혐의로 하마 아마두 MNSD 사무총장을 포함한 두 명의 주요 야당 정치인과 함께 체포되었다. 그는 기소되지 않았고 체포 일주일 후에 석방되었다.

## 대통령직
니제르 정부의 고위 구성원으로서, 바줌은 2020~21년 니제르 총선에서 PNDS의 대통령 후보로 이수포우의 후임자로 지명되었다. 바줌의 대선 캠페인은 가족 규모를 제한하고 소녀들을 위한 더 많은 교육을 통해 문해력과 양성 평등을 증가시킴으로써 니제르 내 인구학적 문제를 해결하는 것과 같은 아이디어에 집중했다. 바줌은 또한 니제르의 ISIS 반란을 목표로 하고, 그 과정에서 이웃 나라인 말리를 돕고, 니제르 국방과 안보를 강화하며, 국가의 부패와 씨름하겠다고 약속했다. 바줌은 2020년 12월 27일에 실시된 1차 선거에서 39.30%의 득표율을 얻는데 그쳐 승리하지 못했다. 그러나 그는 2021년 2월 결선 투표에서 55.67%의 득표율로 승리했고, 4월 2일에 대통령으로 취임했고, 3월 21일에 승리가 확정되었다.
2022년 12월, 바줌은 아비장에서 열린 제23차 서아프리카 국가 경제 공동체(UEMOA) 정상회의에서 현 총재로 임명되었다.

### 쿠데타 축출
2023년 7월 26일 압두라하마네 치아니 주도하에 대통령 경호대를 이끌고 쿠데타를 일으켰으며 이후 모하메드 바줌 정부가 무너지고, 군사정권이 들어섰다. 쿠데타 발생 후 모하메드 바줌은 대통령직에서 축출되어 군부에 의해 구금되었다. 2023년 8월 13일, 니제르 정부는 "모하메드 바줌(Mohamed Bazoum)과 그의 국내외 공범자들이 니제르의 대내외 안보를 훼손한 혐의로 국가 및 국제 당국에 기소할 것"이라고 발표했다. 2023년 11월 30일, 모하메드 바주움의 가족은 2023년 10월 18일 이후 더 이상 그와 접촉하지 않았다고 주장하며 그들 중 일부를 대상으로 한 '학대적인 체포 및 수색'을 비난했다.